# Luis Villalba Fernández
Luis A. Villalba Fernández (Arrecife, Lanzarote, España, 1964) es un pintor español.

## Biografía
Luis Villalba estudio arte en el Escuela Superior de Bellas Artes de Hamburgo desde 1987 hasta 1992 con el profesor Almir Mavignier. A partir de entonces comenzó a exponer en la galería de arte, Galerie Renate Kammer, Architektur und Kunst, Hamburgo, Alemania. 
En 2002 Luis Villalba regresa a su país y crea El taller de arte, ETDA es un espacio para arte contemporáneo. Desde entonces, además de crear su propia obra pictórica es el director del ETDA. Desde el año 2011 clausura las actividades de dicho proyecto y se concentra en su propia creación individual.

## Obra
- "Puerta abierta a la luz del mar", Óleo/Lienzo, Hamburg, 1987.
- "Atlántico", Acrílicos/Lienzo, Hamburg, 1989.
- "Where are the oranges?", Hamburg, 1990 - 1991.
- "The Kiss", Acrílicos/ conglomerado de maderas, Lanzarote, 2008.

## Exposición (selección)
- ¿Dónde están las naranjas?, 1991, Casa de la Cultura Benito Pérez Armas, Yaiza, Lanzarote, España
- Luis Villalba, Pintura, 1998, Galerie Renate Kammer, Architektur und Kunst, Hamburgo, Alemania
- Luis Villalba. Pintura, 2001, Galería El Aljibe, Centro Polidimensional El Almacén de César Manrique, Arrecife, Lanzarote, España
- Pintura y Poesía cada día, 2006, El taller de arte, Tegoyo, Tías, Lanzarote, España
- Cadáveres en los pulmones, 2011, ETDA, Tegoyo, Lanzarote, España

## Exposición colectiva (selección)
- Differenzen, 1994, Buxtehude Museum, Buxtehude, Alemania
- Petersbürger Hängung, 1995, Galerie Renate Kammer, Architektur und Kunst, Hamburg, Alemania
- Die Farbe Rot, 1996, Galerie Renate Kammer, Architektur und Kunst, Hamburg, Alemania
- Lanzarote Now 2010, autores y obras de Lanzarote Now, con Eberhard Bosslet, Clemencia Labin, Grego Matos, Nino Díaz, Luis Villalba. El Taller De Arte, Tegoyo, Tías, Lanzarote, España

## Conferencias
- "Utopía y realidad, arte en Lanzarote a partir del siglo XX", de Luis Villalba, 2003 y 2005, El Taller De Arte, Tías, Lanzarote, España.

## Catálogos
- Luis Villalba, Instalación de pinturas, 1991, Texto de Catrin Hüske und Gedicht und Noten von Luis Villalba, Yaiza, Lanzarote, España
- Ein Anderer Blick, 1993, Texte von Bazon Brock und Catrin Hüske, Hamburg, Alemania
- Luis Villalba Pinturas, 2001, Galería El Aljibe, Centro polidimensional El Almacén de César Manrique, Arrecife, Lanzarote, Cabildo Insular de Lanzarote, España
- Tres días y tres noches de ayuno, 2006, Centro de arte Convento Santo Domingo, Teguise
- La Crítica del Unicornio, 2006, El Taller De Arte, Tegoyo, Tías, Lanzarote, España
- Berliner Liste , fair for contemporary art, photography and art since 1960., Dr.Wolfram Völcker, 2008, Berlín, Alemania
- Velada Santa Lucía 2009, Ex Libris, Caracas, Venezuela